# 西境の赤表紙本
西境の赤表紙本（Red Book of Westmarch、その由来からセイン本、セインの本とも）とは、J・R・R・トールキンの中つ国の伝説体系における枠物語の役を担う、ホビットによって書かれたとされる架空の写本である。これは発見された文書という体裁をとった演出の実例であり、トールキンの描いた伝説体系を説明する文学的装置といえる。作中では、この本には『ホビットの冒険』と『指輪物語』の出来事での登場人物の経験の叙述が収集されており、それをもとにトールキンが各作品を著したとされている。本の名称は、装幀の革とケースに赤色が用いられたこと、中つ国のホビット庄の隣に位置する西境に伝えられたことに由来する。
実際には、トールキンはヘルゲストの赤本にならってこの本を名付けたようである。発見された写本という着想を用いることで、彼は18世紀のサミュエル・リチャードソンが始めた英国文学の伝統を継承したわけである。研究者ゲルゲイ・ナジは、トールキンは自身の伝説体系のなかで『指輪物語』を紹介するにあたって、物語と神話を集めた本物らしく感じられる叢書に組み込み、それをホビットのビルボ・バギンズの筆に帰さしめようとしたと考えている。

## 作中における経緯
「西境の赤表紙本」は、『ホビットの冒険』は偶然発見した写本に収録されていた古い物語の一部だった、とトールキンが後から設定したことにはじまる。

### 往きて還りし物語
『ホビットの冒険』においてトールキンは、「ホビット」である主人公ビルボ・バギンズが、旅から帰ったあと「むかしの記録」を著していると書いた。そしてビルボは自身の著書を「ゆきて帰りし物語、あるホビットの休暇の記録（There and Back Again, A Hobbit's Holiday）」と名付けている。小説『ホビットの冒険』の原題は、たしかに「そのホビット――ゆきて帰りし物語――（The Hobbit or There and Back Again）」である。
『指輪物語』では、この記録はビルボの赤い革表紙の日記帳に書かれたとされている。ビルボがガンダルフに言ったところでは、彼が予定していた結びの言葉は、「そしてかれは、一生を終えるまでずっと幸せに暮らしました」であった。これは実際には、『ホビットの冒険』の最終章における、もともとは第三者視点である地の文の言葉（「ビルボは、生涯を終わるまで、この上もなく幸せにすごしました」）を言いかえたものである。

### 指輪の王の没落と王の帰還
ビルボは彼の回想録を、親類であり養子のフロド・バギンズや他の人々の功業を含む『指輪物語』のできごとの記録へと拡大した。彼はフロドに資料を託してその整理と執筆の完成を委ね、フロドはビルボの日記と「メモしたものとか、書いたもの」を用いて最後の仕事の大部分までを書き上げた。『指輪物語』本編の終わり際に作品はおおむね完成し、フロドは残る作業を彼の庭師サムワイズ・ギャムジー（サム）へと託す。
「王の帰還」の最終章では、トールキンは打ち消し線を引かれた表題が次々と書き込まれた『西境の赤表紙本』の「とびら」を描写している。このうち最後に残った表題はフロドの筆跡だった。
| わが日記。思いよらざりしわが旅の記。往きて還りし物語。またその後の出来事。 五人のホビットの冒険。大いなる指輪の物語、編者自身の観察記録とその友人たちの口供とをもとにビルボ・バギンズ編集す。指輪戦争でわれらのなしたことども。 指輪の王 の没落と 王の帰還 （小さい人たちの見たこと。ホビット庄のビルボとフロドの回想録に基づき、友人たちの口供ならびに賢者たちの知識によって、補足された。） 裂け谷においてビルボの訳した伝承の諸本からの抜粋を含む。 |

### エルフ語からの翻訳
ビルボは、太陽の第一紀以来のエルフの伝説を翻訳している。この資料「エルフ語からの翻訳、B・Bによる」は3巻から成り、同様に赤革で装幀された。冥王サウロンの没落ののち、ビルボはこれらの巻をフロドに譲った。これら4巻は、（トールキンによれば）「おそらく」一つの赤いケースに収められた。

### 赤表紙本
その後の赤表紙本は、のちに庄長も務めたサムによって管理された。ある時、本はサムの長女である髪吉家のエラノールとその後継者（塔の下の髪吉家すなわち西境の区長）に引き継がれた。いつしか、おそらくだいぶ経ってから、誰の手によるかは不明なホビットの家系表（英語: Tolkien's Middle-earth family trees）と注解を含む五冊目が西境において加えられた。これらの記録が、すべてあわせて「西境の赤表紙本」と呼ばれたのである。

### セイン本
トールキンが述べるところでは、「西境の赤表紙本」の原本はもはや遺失されたが、様々な注釈や後日の追記が加えられた写本がいくつか残った。最初の写本はゴンドールとアルノールのエレッサール王の要請によって作られ、フロドの旅の仲間のひとりであるセイン、ペレグリン・トゥック一世が送り届けた。この写本は「セイン本」として知られ、「後代に省略されたり失われたりしたものを多く含んでいる」。ゴンドールでは、特にエルフ語に関し、多くの注釈と訂正が入れられた。またファラミルの孫バラヒルが著した「アラゴルンとアルウェンの物語」の要約が加えられている。
その後、おそらくペレグリンの曾孫の依頼によってこの改訂された「セイン本」が写され、ホビット庄へと送られたといわれる。フィンデギルの筆写になるこの写本は大スマイアルのトゥック家に所蔵された。トールキンが言うには、この写本はビルボによる「エルフ語から翻訳したもの」がすべて収録された唯一の版という点で重要である。
この系統はどうにかトールキンの時代まで生き残り、彼は「赤表紙本」の原語を英語、あるいは代替となる他の言語ないし言語変種（例えばローハン語から古英語）に翻訳した。

### 関連する文書
いくつかの点で似たような著述として、タックバラのホビット、トゥック一族の（架空の）年代記であるところの『タックバラの年鑑』がある。これはホビット庄で知られるなかではもっとも古い記録と説明されており、タックバラの大スマイアルに受け継がれてきた可能性が高い。記録は第三紀の2000年ごろに書き始められ、ホビット庄がひらかれた第三紀1601年以来の出来事と日付が残されている。『指輪物語』の物語が始まるのは第三紀の3001年である。
この年鑑は、トゥック一族の歴史における誕生、死亡、結婚、土地の売買あるいはその他のできごとを記録した。こうした情報の多くは、のちに西境の赤表紙本にも含まれた。トールキンは、この本はGreat Writ of Tuckboroughあるいは「黄皮表紙本」としても知られた、と書いており、本が黄色い革ないし他の黄色の材料で装幀されていたことを示唆している。トールキンはおそらく赤表紙本に関連している他の歴史的文書にもいくつか言及しているが、そうした文書が赤表紙本のなかに収録されたかどうかは不明瞭である。そのような文書としては、『西国年代記』（あるいは「代々の物語」。『指輪物語』追補編収録の年表に用いられた）や、フロドの旅の仲間メリアドク・ブランディバックが著したとされ、作中でパイプ草の解説に用いられた『ホビット庄本草考』がある。

## 現実のトールキンの作品との関係
回想録あるいは歴史書としての『西境の赤表紙本』の内容は、トールキンの作品に以下のように対応している。
| 西境の赤表紙本                                                      | トールキンの作品                                                                                  |
| ------------------------------------------------------------------- | ------------------------------------------------------------------------------------------------- |
| ビルボの旅                                                          | 『ホビットの冒険』                                                                                |
| フロドの旅                                                          | 『指輪物語』                                                                                      |
| 背景情報                                                            | 『指輪物語』追補編、および 『終わらざりし物語』、The History of Middle-earth などに収録された小論 |
| ビルボとフロドの旅についての文中に 散りばめられたホビットの詩と伝説 | 『トム・ボンバディルの冒険』                                                                      |
| エルフの歴史と伝説から ビルボが翻訳したもの                         | 『シルマリルの物語』                                                                              |

ただし、トールキン研究者ヴラディミール・ブルリャクによれば、おそらく読者は、トールキンの出版したものを（架空の）赤表紙本の直接の翻訳として受け取るのではなく、原典（として扱われるもの）をトールキンが学術的かつ文学的に翻案したものと考えるよう意図されている。
また、『ホビットの冒険』第一版（原語版第一版）にあったゴクリと魔法の指輪に関する詳細は、『指輪物語』においては改変された。のちに『ホビットの冒険』も、ストーリーの一貫性を保つため同様に改訂されている。この不整合について『指輪物語』作中では、ビルボが（実は邪悪な「一つの指輪」であった魔法の指輪の影響で）ついた嘘であると説明されている。

## 分析
トールキン研究者マーク・T・フッカーは、「西境の赤表紙本」という名称は、『マビノギオン』を含むウェールズの歴史と詩を集めた15世紀の「ヘルゲストの赤本」に由来するとしている。
|      | トールキン                                         | シャーロット・ゲスト             |
| ---- | -------------------------------------------------- | -------------------------------- |
| 役割 | （表面的には）ホビットによる記述の西方語からの翻訳 | 中世ウェールズの物語の翻訳       |
| 表題 | 西境の赤表紙本（Red Book）                         | ヘルゲストの赤本（Red Book）     |
| 内容 | イングランドのための神話                           | ウェールズの神話「マビノギオン」 |

「往きて還りし物語」という表題は、典型的なホビットが冒険というものに持つ見解を示すものである。フロドは『指輪物語』を通し、ギリシャにおける「ノストス（νόστος 、英雄的な帰還）」の概念と同様に、「往き、そして還ってくる」ことを理想とみなしている。トールキン研究者リチャード・C・ウエストの見るところでは、トールキンの「赤表紙本」は学問に対する模倣であるが、学者が「もっともらしい出典」と呼ぶであろうものとして機能し、しかしその与える権威は古くも身近でもない近代的な学術研究における神秘性の訴求にもとづいたものである。トールキンにより『ホビットの冒険』を「西境の赤表紙本」の一部として位置づけるために使われた、発見された文書であるという体裁は、サミュエル・リチャードソンの小説『パミラ、あるいは淑徳の報い』（1740年）や『クラリッサ』（1747-1748年）以来、英文学で使われてきた形式であり、トールキン自身も未完のタイムトラベルもの小説The Notion Club Papersで用いている。
ゲルゲイ・ナジが指摘するところでは、トールキンが望んだのは、彼の伝説体系に関する記述の総体を物語と神話が集められたもっともらしい叢書として彼の架空の中つ国の世界の中で紹介することだった。彼は『指輪物語』を、ビルボが何年も裂け谷で過ごすなかで書いたであろう（架空の）「西境の赤表紙本」内の記述に原典を帰すものとして作り上げたのである。

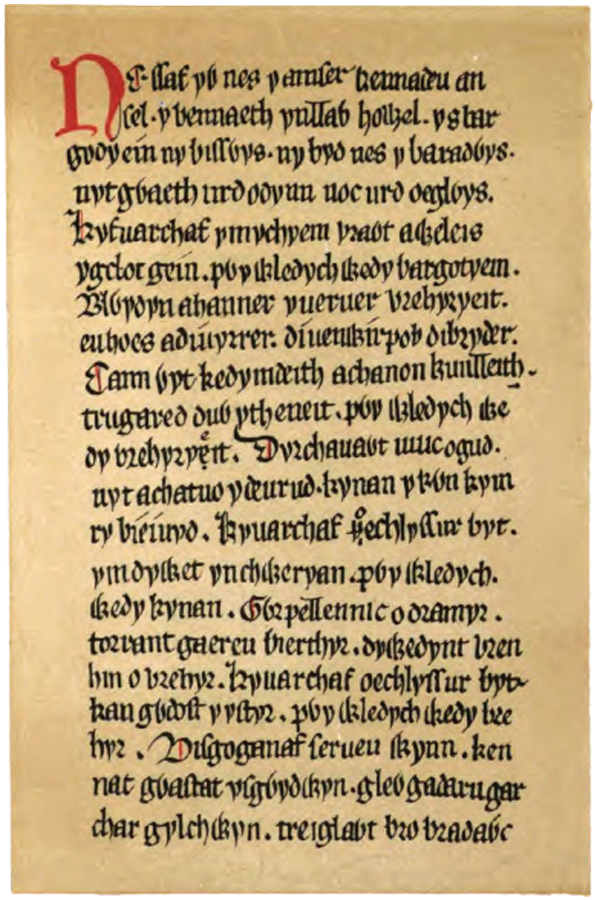
ヘルゲストの赤本。西境の赤表紙本の着想のもととなったようだ[4]。
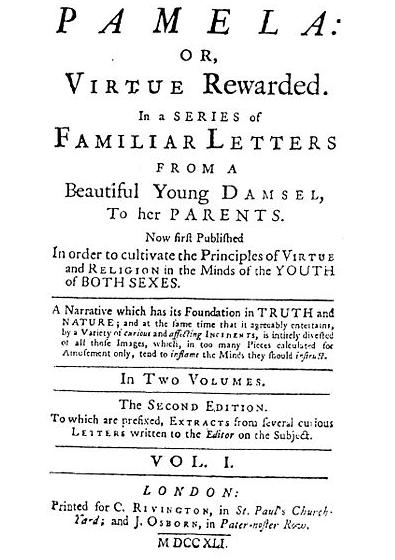
トールキンはサミュエル・リチャードソンによる1740年の小説『パミラ、あるいは淑徳の報い』にはじまる、発見された文書という形式の伝統を引き継いだ[1]。

## 翻案
ピーター・ジャクソン監督による映画『ロード・オブ・ザ・リング』スペシャル・エクステンデッド・エディションで追加されたシーンにおいて、ビルボは「往きて還りし物語」を執筆しようとするが、その書き出しとしてボイスオーバーされる台詞は「ホビットについて」（『指輪物語』序章 一）にもとづいている。作中では、ビルボが著作を進めたがっていることが原作でのより複雑な状況に代わって彼が隠遁を求める動機となる。ビルボが自身の考える「幸せな結末」の台詞を発するのは彼が一つの指輪を手放した後のシーンとされているが、この変更はビルボが一つの指輪という大きな重荷から解放され、自身の物語の結末を自由に選べるようになったことを象徴するようにストーリーが調整されたものである。この映画シリーズでは、ビルボがフロドに手渡した本にはA Hobbit's Holiday（あるホビットの休暇の記録）ではなくA Hobbit's Taleという表題が付けられている。赤表紙本は、表題ページ以外を含めて、『ロード・オブ・ザ・リング/王の帰還』の終盤で完成に近づく。
1974年には、ホートン・ミフリン・ハーコートが赤い疑似皮革で装幀した『指輪物語』の一巻本を上梓した。

## 関連記事
- 枠物語
- 劇中劇